# 真・女性に風俗って必要ですか?〜女性用風俗店の裏方やったら人生いろいろ変わった件〜
『真・女性に風俗って必要ですか?〜女性用風俗店の裏方やったら人生いろいろ変わった件〜』は、ヤチナツによる日本のWeb漫画。2023年11月24日から、新潮社のウェブコミックサイト「くらげバンチ」で連載中。女性用風俗の内勤として働くことになった女性の奮闘を描く。
2025年4月より、テレビ東京系「ドラマチューズ!」枠にて『ジョフウ 〜女性に××××って必要ですか?〜』としてテレビドラマが放送された。

## テレビドラマ
『ジョフウ 〜女性に××××って必要ですか?〜』のタイトルで、2025年4月2日（1日深夜）から6月4日（3日深夜）までテレビ東京系「ドラマチューズ!」枠にて放送された。主演は山崎紘菜。

### キャスト

#### 主要人物
藤崎アカリ
演 - 山崎紘菜
サツキに薦められて「パラディーソ」という女性用風俗店の内勤として働くことになる女性。

#### 周辺人物
サツキ
演 - 柳ゆり菜
アカリの親友で漫画家。仕事を辞めたアカリに、以前取材した「パラディーソ」の仕事を紹介する。
ヒロキ
演 - 井上雄太
アカリの彼氏。

#### パラディーソ
ミホ
演 - 久住小春
内勤を務めるアカリの先輩。
リオ
演 - 別府由来
No.1セラピスト。
ユタカ
演 - 白戸達也
セラピスト。
リリー
演 - 世古口凌
セラピスト。
レン
演 - 笠谷朗
No.2セラピスト。
マルニ
演 - 松本大輝
セラピスト。”プロのヒモ”と言われている。
タロ
演 - 藤林泰也
生活のために応募してきた新人セラピスト。あまり女性経験がなく自信がない、と話す。
コスモ
演 - 渋江譲二
タロと同時に採用された新人セラピスト。前の店ではランカーだった、と豪語する自信家。
アミ
演 - 姫子松柾（第8話 - 最終回）
新人セラピスト。
ゴコウ
演 - 橋本淳
講師兼セラピスト。
柳楽
演 - 山崎樹範
店長。
深⽥翔⼦
演 - 遊井亮子
セラピストの指導係。

#### ゲスト
第1話
- ナナ〈29〉（男性経験の無い初めて利用する客） - 金井美樹[5]
- ナナの同僚 - 木下綾菜[6]
- 居酒屋のトイレで泣く女性 - 瀬戸菜央[7]

第2話
- スバル（パラディーソの面接を受けて仮採用される大学2年生） - 木村伊吹[8]
- 青羽里奈[9]

第3話
- サユリ（夫にカップルコースを薦める妻） - 緒方ありさ[10]
- シンイチ（サユリの夫） - 朝井大智[10]
- カスミ（リリーにクレームをつける客） - 岡谷瞳[10]
- マヤ（マルニを自室に閉じ込めてしまう客） - 金野美穂[10]
- 乳児（サユリとシンイチの生後間もない子ども） - 涼宮白亜
- 佐藤大耀

第4話
- 神崎保乃〈33〉（清潔感のある人を希望する客） - 中﨑絵梨奈[11]
- 保乃の婚約者 - 三嶋健太
- 遠藤楓（注文の多い客） - 橘未佐子[12]
- 保乃の同僚 - 諸喜田智也[13]、小川尊
- 青木道子

第5話
- サキ（夫との性生活に悩む女性） - さかたりさ[14]
- ジュンヤ（サキの夫） - 志波景介[14]
- サキの友人 - たなかさと[15]

第6話
- 斎藤紫帆〈37〉（マルニの指名客・会社 課長） - 和田光沙[16]
- 専務（紫帆の上司） - 蒲生純一[17]
- 紫帆の部下 - 夏梅茜[18]、門間航、吉岡優希

第7話
- かのん（コスモの指名客） - 秋谷百音（第6話）[16]
- かのんの恋人 - 仲野温
- カフェ店員 - 立石晴香
- 窪田翔

第8話
- 小南ちひろ（アイドル） - 北野瑠華[4]
- ちひろのマネージャー - しゅはまはるみ[19]
- MATSU（「スマート」所属セラピスト） - 財木琢磨[20]
- アヤト（「ドルチェ」所属セラピスト） - 平崎遥斗[21]
- 武蔵（マッチョ専門店「ステゴロ」所属セラピスト） - 後藤恭路[22]
- ボーイ（ジョフウバーのボーイ） - 藍沢晃多[23]

第9話
- ラビット（取材協力者・常連客） - 原ふき子[24]
- 田辺聡太（ライター） - 高木公佑[24]

最終回
- 萌子（タロを3泊4日で雇う客） - 田中あいみ[4]（第8話・第9話）
- カイ（アカリが客として呼ぶセラピスト） - SUZUKI（WOLF HOWL HARMONY）[25]

### スタッフ
- 原作 - ヤチナツ『真・女性に風俗って必要ですか?〜女性用風俗店の裏方やったら人生いろいろ変わった件〜』（新潮社バンチコミックス刊）[26]
- 脚本 - マンボウやしろ、福田晶平、灯敦生[26]
- 音楽 - 西村大介 / DUNK[27]
- オープニングテーマ - MA55IVE THE RAMPAGE「キミノトコマデ」（rhythm zone）[28]
- エンディングテーマ - ハカネ「蜃気楼」（ビクターエンタテインメント）[29]
- 監督 - 加藤綾佳、倉橋龍介、山村淳史、工藤渉[26]
- インティマシー・コーディネーター - 西山ももこ
- スチール監修 - 大島央照
- キャスティングプロデューサー - 柿崎ゆうじ
- プロデューサー - 正井彩夏、鈴木健太郎、西山剛史、神田万理[26]
- 制作協力 - 楽映舎、T-REX FILM
- 制作プロダクション - 東北新社
- 制作 - テレビ東京、エイベックス・フィルムレーベルズ[26]
- 製作著作 - 「ジョフウ 〜女性に××××って必要ですか?〜」製作委員会[26]

### 放送日程
| 各話   | 放送日  | サブタイトル                    | 脚本           | 監督     |
| ------ | ------- | ------------------------------- | -------------- | -------- |
| 第1話  | 4月02日 | 女性用風俗ってなんですか?       | マンボウやしろ | 加藤綾佳 |
| 第2話  | 4月09日 | 新人セラピストはどうですか?     | マンボウやしろ | 倉橋龍介 |
| 第3話  | 4月16日 | カップルコースってなんですか?   | 福田晶平       | 倉橋龍介 |
| 第4話  | 4月23日 | 注文の少ないお客様の望みは?     | 灯敦生         | 加藤綾佳 |
| 第5話  | 4月30日 | 女性の性欲って変ですか?         | 福田晶平       | 加藤綾佳 |
| 第6話  | 5月07日 | ダブルセラピストはいかがですか? | 福田晶平       | 山村淳史 |
| 第7話  | 5月14日 | それって女風の仕事ですか?       | マンボウやしろ | 倉橋龍介 |
| 第8話  | 5月21日 | 芸能人も女風を利用しますか?     | 灯敦生         | 工藤渉   |
| 第9話  | 5月28日 | セラピストってなんですか?       | マンボウやしろ | 加藤綾佳 |
| 最終話 | 6月04日 | 女性に風俗って必要ですか?       | マンボウやしろ | 加藤綾佳 |

### 放送局
| 放送期間              | 放送時間                     | 放送局         | 対象地域       | 備考   |
| --------------------- | ---------------------------- | -------------- | -------------- | ------ |
| 2025年4月2日 - 6月4日 | 水曜 0:30 - 1:00（火曜深夜） | テレビ東京     | 関東広域圏     | 製作局 |
|                       |                              | テレビせとうち | 岡山県・香川県 |        |
|                       |                              | テレビ愛知     | 愛知県         |        |
|                       |                              | テレビ北海道   | 北海道         |        |
|                       |                              | TVQ九州放送    | 福岡県         |        |
| 2025年4月5日 - 6月7日 | 土曜 2:00 - 2:30（金曜深夜） | テレビ大阪     | 大阪府         |        |

### ネット配信
| 配信開始月 | 配信サイト     | 配信料金     | 備考       |
| ---------- | -------------- | ------------ | ---------- |
| 2025年4月  | TVer           | 広告付き無料 | 見逃し配信 |
| 2025年4月  | ネットもテレ東 | 広告付き無料 | 見逃し配信 |
| 2025年4月  | Lemino         | 広告付き無料 | 見逃し配信 |
| 2025年4月  | Netflix        | 定額制有料   |            |

| テレビ東京 ドラマチューズ!             | テレビ東京 ドラマチューズ!                                       | テレビ東京 ドラマチューズ!                                                         |
| 前番組                                 | 番組名                                                           | 次番組                                                                             |
| -------------------------------------- | ---------------------------------------------------------------- | ---------------------------------------------------------------------------------- |
| 今夜は…純烈 （2025年3月5日 - 3月26日） | ジョフウ 〜女性に××××って必要ですか?〜 （2025年4月2日 - 6月4日） | 私があなたといる理由 〜グアムを訪れた3組の男女の1週間〜 （2025年7月2日 - 8月20日） |